# Litoria hilli
Litoria hilli är en groddjursart som beskrevs av Jones Hiaso och Richards 2006. Litoria hilli ingår i släktet Litoria och familjen lövgrodor. IUCN kategoriserar arten globalt som otillräckligt studerad. Inga underarter finns listade i Catalogue of Life.